# Voronțove, Kroleveț
Voronțove (în ucraineană Воронцове) este un sat în comuna Hrecikîne din raionul Kroleveț, regiunea Sumî, Ucraina.

## Demografie
Componența lingvistică a localității Voronțove
     Ucraineană (77,22%)
     Rusă (22,78%)
Conform recensământului din 2001, majoritatea populației localității Voronțove era vorbitoare de ucraineană (77,22%), existând în minoritate și vorbitori de rusă (22,78%).